# Choriptera semhahensis
Choriptera semhahensis är en amarantväxtart som först beskrevs av Friedrich Vierhapper, och fick sitt nu gällande namn av Viktor Petrovitj Botjantsev. Choriptera semhahensis ingår i släktet Choriptera och familjen amarantväxter. Inga underarter finns listade i Catalogue of Life.